# Anabarhynchus neglectus
Anabarhynchus neglectus är en tvåvingeart som beskrevs av Krober 1932. Anabarhynchus neglectus ingår i släktet Anabarhynchus och familjen stilettflugor. Inga underarter finns listade i Catalogue of Life.